# تاكاشي تاجوشى
تاكاشي تاجوشى (23 يوليو 1961 - ) هو لاعب كرة يد اليابان. شارك في الألعاب الأولمبية الصيفية 1988.

## وصلات خارجية
- تاكاشي تاجوشى على موقع أوليمبيديا (الإنجليزية)